# مجلس الدولة (مصر)
مجلس الدولة المصري هو أحد الأعمدة الثلاث التي تشكل السلطة القضائية في مصر، (المحكمة الدستورية العليا، محكمة النقض، مجلس الدولة). أنشئ المجلس عام 1946 على غرار مجلس الدولة الفرنسي، والقانون الحاكم له الآن هو القانون رقم 47 لسنة 1972 ويختص المجلس بالفصل في المنازعات الإدارية التي تثور بين الأفراد والجهات الحاكمة في الدولة، ويقوم بإلغاء القرارات الصادرة من الحكومة، فضلاً عن التعويض عنها، ويتكون من ثلاثة أقسام القسم القضائي وقسم الفتوى وقسم التشريع.

## الاختصاصات
بموجب أحكام دستور 2014، فان مجلس الدولة هو جهة قضائية مستقلة، يختص دون غيره بالفصل في المنازعات الإدارية، ومنازعات التنفيذ المتعلقة بجميع أحكامه، كما يختص بالفصل في الدعاوى والطعون التأديبية، ويتولى وحده الإفتاء في المسائل القانونية للجهات التي يحددها القانون، ومراجعة، وصياغة مشروعات القوانين والقرارات ذات الصفة التشريعية، ومراجعة مشروعات العقود التي تكون الدولة، أو إحدى الهيئات العامة طرفاً فيها، ويحدد القانون اختصاصاته الأخرى.

## الهيكل التنظيمي

### القسم القضائي
القسم القضائي يضم أربعة أنواع من المحاكم هي: المحكمة الإدارية العليا ومحكمة القضاء الإداري والمحاكم الإدارية والمحاكم التأديبية بالإضافة إلى هيئة مفوضي الدولة.:مادة 3

#### المحكمة الإدارية العليا
المحكمة الإدارية العليا هي أعلى محكمة بالقسم القضائي الإداري المصري ويترأسها رئيس مجلس الدولة، وتستأنف أمامها أحكام محكمة القضاء الإداري، في حين أن أحكام المحكمة الإدارية العليا أحكام نهائية باته ولا يمكن الطعن عليها.
مقر المحكمة الإدارية العليا في القاهرة ويرأسها رئيس مجلس الدولة وتصدر أحكامها من دوائر من خمسة مستشارين وتكون بها دائرة أو أكثر لفحص الطعون وتشكل من ثلاثة مستشارين.:مادة 4 يجوز الطعن أمام المحكمة الإدارية العليا في الأحكام الصادرة من محكمة القضاء الإداري أو من المحاكم التأديبية. أما الأحكام الصادرة من محكمة القضاء الإداري في الطعون المقامة أمامها في أحكام المحاكم الإدارية فلا يجوز الطعن فيها أمام المحكمة الإدارية العليا إلا من رئيس هيئة مفوضي الدولة.:مادة 23

#### محكمة القضاء الإداري
تختص محكمة القضاء الإداري بالفصل في المسائل المنصوص عليها في المادة 10 من قانون مجلس الدولة عدا ما تختص به المحاكم الإدارية والمحاكم التأديبية كما تختص بالفصل في الطعون التي ترفع إليها عن الأحكام الصادرة من المحاكم الإدارية. ويكون الطعن من ذوي الشأن أو من رئيس هيئة مفوضي الدولة.:مادة 13
مقر محكمة القضاء الإداري في القاهرة ويرأسها نائب رئيس المجلس لهذه المحكمة وتصدر أحكامها من دوائر تشكل كل منها من ثلاثة مستشارين. ويجوز بقرار من رئيس مجلس الدولة إنشاء دوائر للقضاء الإداري بالمحافظات الأخرى. ويحدد اختصاصات دوائر محكمة القضاء الإداري رئيس المجلس.:مادة 4

#### المحاكم الإدارية
تختص المحاكم الإدارية بالفصل في إلغاء القرارات الإدارية النهائية الصادرة بالتعيين في الوظائف العامة أو الترقية أو بمنح العلاوات. وإلغاء القرارات الإدارية الصادرة بإحالة الموظفون العموميون إلى المعاش أو الاستيداع أو فصلهم بغير الطريق التأديبي متى كانت تلك متعلقة بالموظفين العموميون من المستوى الثاني والثالث ومن يعادلهم وفي طلبات التعويض المترتبة على تلك القرارات. والفصل في المنازعات الخاصة بالمرتبات والمعاشات والمكافآت. والفصل في المنازعات الخاصة بعقود الالتزام أو الأشغال العامة أو التوريد أو بأي عقد إداري آخر متى كانت قيمة المنازعات لا تجاوز خمسمائة جنيه.:مادة 10:مادة 14
مقر المحاكم الإدارية في القاهرة والإسكندرية ويكون لهذه المحاكم نائب رئيس يعاون رئيس المجلس في القيام على تنظيمها وحسن سير العمل بها ويجوز إنشاء محاكم إدارية في المحافظات الأخرى بقرار من رئيس المجلس وتصدر أحكامها من دوائر تشكل كل منها برئاسة مستشار مساعد وعضوية اثنين من النواب على الأقل. ويحدد اختصاصات كل محكمة بقرار من رئيس المجلس.:مادة 5

#### المحاكم التأديبية
تتكون المحاكم التأديبية من المحاكم التأديبية للعاملين من مستوى الإدارة العليا ومن يعادلهم ومقارها في القاهرة والإسكندرية وتؤلف من دائرة أو أكثر تشكل كل منها من ثلاثة مستشارين والمحاكم التأديبية للعاملين من المستويات الأول والثاني والثالث ومن يعادلهم ومقارها في القاهرة والإسكندرية وتؤلف من دوائر تشكل كل منها برئاسة مستشار مساعد على الأقل وعضوية اثنين من النواب على الأقل. ويجوز بقرار من رئيس المجلس إنشاء محاكم تأديبية في المحافظات الأخرى.:مادة 7:مادة 8 ويتولى أعضاء النيابة الإدارية الادعاء أمام المحاكم التأديبية.:مادة 9
تختص المحاكم التأديبية بنظر الدعاوى التأديبية عن المخالفات المالية والإدارية التي تقع من العاملين المدنيين بالجهاز الإداري للدولة وأعضاء مجالس إدارة التشكيلات النقابية المشكلة طبقاً لقانون العمل وأعضاء مجالس إدارة التشكيلات النقابية المنتخبة والعاملين بالجمعيات والهيئات الخاصة التي يصدر بتحديدها قرار من رئيس الجمهورية كما تختص بنظر الطعون التي يقدمها الموظفون العموميون بإلغاء القرارات النهائية للسلطات التأديبية. ونظر الطعون في الجزاءات الموقعة على العاملين بالقطاع العام في الحدود المقررة قانوناً.:مادة 10:مادة 15

#### هيئة مفوضي الدولة
هيئة مفوضي الدولة هي الأمينة على المنازعات الإدارية وعاملاً أساسياً في تحضيرها وتهيئتها للمرافعة وإبداء الرأي القانوني المحايد فيها. وهي ليست طرفاً ذا مصلحة شخصية في المنازعة. ولا يسوغ الحكم في الدعاوى والطعون الإدارية إلا بعد أن تقوم الهيئة بتحضيرها وتقديم تقرير بالرأي القانوني مسبباً فيها الإخلال بهذا الإجراء الجوهري يؤدي إلى بطلان الحكم وإبقاء الآثار المترتبة عليه. وعدم قيام الهيئة بتحضير الدعوى الإدارية وتهيئتها للمرافعة وتقديم تقرير بالرأي القانوني فيها يعد إخلالا بإجراء جوهري يترتب عليه بطلان الحكم الذي يصدر في الدعوى.
تؤلف هيئة مفوضي الدولة من أحد نواب رئيس المجلس رئيساً وعدد كاف من المستشارين والمستشارين المساعدين والنواب والمندوبين. ويكون مفوضي الدولة لدى المحكمة الإدارية العليا ومحكمة القضاء الإداري من درجة مستشار مساعد على الأقل.:مادة 6

### قسم الفتوى
ويضم قسم الفتوى مجموعة من الإدارات أو الأقسام المتخصصة بإبداء الرأي القانوني في المسائل التي تحتاج إلى ذلك ويقوم بنصح الحكومة في الأمور القانونية.

### قسم التشريع
ويختص قسم التشريع بدراسة كل القوانين واللوائح التي تزمع الدولة إصدارها. فمجلس الدولة بقسمه القضائي الهام هو حصن الحقوق والحريات في البلاد وهو الذي يكبح جماح الجهات الإدارية إذا حادت عن جادة الصواب وصحيح حكم القانون.

### الجمعية العمومية لقسمي الفتوى والتشريع
هي أعلى جهة للإفتاء القانوني في مصر، وأنشأت مع إنشاء مجلس الدولة عام 1946 لإعطاء المشورة القانونية الرسمية لكافة جهات الدولة من خلال جهاز متخصص، وكانت تسمي قسم الرأي مجتمعاً. والجمعية العمومية لقسمي الفتوى والتشريع تستوي على القمة في مدارج تقسيمات القسم الاستشاري بمجلس الدولة الذي يتكون من إدارات الفتوى التي تختص بإعطاء الرأي القانوني لكل مجموعة من الوزارات ذات الطبيعة المتجانسة. وكل مجموعة من إدارات الفتوى تنظمها لجنة من لجان الفتوى، ويوجد بمجلس الدولة ثلاث لجان للفتوى هي اللجنة الأولى واللجنة الثانية واللجنة الثالثة، ويرأس كل لجنة أحد أقدم نواب رئيس المجلس.
تشكل الجمعية العمومية برئاسة النائب الأول لرئيس مجلس الدولة رئيسا، وعضوية رؤساء إدارات الفتوى المختلفة ولجان الفتوى الثلاث وهم من أقدم المستشارين نواب رئيس المجلس، بالإضافة إلى رئيس وأعضاء قسم التشريع، ويعاونهم رئيس المكتب الفني بالإضافة إلى أعضاء المكتب الفني للجمعية العمومية لقسمي الفتوى والتشريع.

#### اختصاصات الجمعية
- الأول: إبداء الرأي القانوني في المسائل الدولية والدستورية والتشريعية وغيرها من المسائل القانونية التي تحال إليها من رئيس الجمهورية أو رئيس مجلس الوزراء أو رئيس السلطة التشريعية أو أحد الوزراء أو رئيس مجلس الدولة. أو أحد المسائل التي ترى أحد إدارات الفتوى أو لجانها أحالتها إلى الجمعية العمومية لقسمي الفتوى والتشريع لما لها من أهمية أو عمومية.
- الثاني: الفصل في المنازعات التي تنشب الوزارات والمصالح العامة والهيئات العامة ووحدات الإدارة المحلية فيما بينها، ويكون رأيها في هذه المنازعات ملزما للجانبين.
- الثالث: إبداء الرأي في مشروعات القوانين أو قرارات رئيس الجمهورية ذات الصفة التشريعية واللوائح التي يرى قسم التشريع أحالتها لأهميتها إلى الجمعية العمومية لقسمي الفتوى والتشريع.[6]

## رؤساء المجلس
- المستشار / أحمد عبود (1 يوليو 2024 - حتى الآن)[7]
- المستشار / عادل عزب (1 يوليو 2022 - 30 يونيو 2024)[8]
- المستشار / محمد حسام الدين (16 سبتمبر 2019 - 30 يونيو 2022)[9][10]
- المستشار/ أحمد أبو العزم (19 يوليو 2017 - 14 سبتمبر 2019).[11]
- المستشار/ محمد عبد الحميد مسعود (1 يوليو 2016 - 18 يوليو 2017).[12]
- المستشار/ جمال طه إسماعيل ندا (10 أغسطس 2014 - 30 يونيو 2016).[13]
- المستشار/ فريد نزيه حكيم تناغو (1 أغسطس 2013 - 10 أغسطس 2014).[13]
- المستشار/ غبريال جاد عبد الملاك (1 سبتمبر 2012 - 30 يونيو 2013).[13]
- المستشار/ عبد الله سعيد أبو العز عمران (1 يونيو 2011 - 30 أغسطس 2012).[13]
- المستشار/ محمد عبد الغني محمد حسن (1 يوليو 2010 - 30 يونيو 2011).[13]
- المستشار/ محمد أحمد الحسيني مسلم (1 يوليو 2010 - 30 يونيو 2011).[13]
- المستشار/ نبيل ميرهم مرقس (9 يونيو 2008 - 7 يوليو 2009).[13]
- المستشار/ السيد السيد محمد نوفل (30 يونيو 2006 - مايو 2008).[13]
- المستشار/ عبد الرحمن عزوز (1 يوليو 2001 - 30 يونيو 2006).[13]
- المستشار/ محمد أمين العباسي المهدي (1 يوليو 2000 - 30 يونيو 2001).[13]
- المستشار/ حنا ناشد مينا (1 يوليو 1999 - 30 يونيو 2000).[13]
- المستشار/ محمد جودت الملط (1 يوليو 1998 - 30 يونيو 1999).[13]
- المستشار/ على فؤاد الخادم (1 يوليو 1993 - 30 يونيو 1998).[13]
- المستشار/ محمد حامد الجمل (1 يوليو 1990 - 30 يونيو 1993).[13]
- المستشار/ محمد أنور محفوظ (1 يوليو 1988 - 30 يونيو 1990).[13]
- المستشار/ أحمد يسري عبده (1 سبتمبر 1985 - 30 أغسطس 1988).[13]
- المستشار/ محمد هلال قاسم (1 يوليو 1984 - 20 سبتمبر 1985).[13]
- المستشار/ أحمد ثابت عويضة (1 يوليو 1983 - 30 يونيو 1984).[13]
- المستشار/ يوسف إبراهيم الشناوي (1 يوليو 1981 - 30 يونيو 1983).[13]
- المستشار/ محمد طاهر عبد الحميد (1 يوليو 1978 - 30 يونيو 1981).[13]
- المستشار/ أحمد كمال أبو الفضل (1 يوليو 1976 - 30 يونيو 1978).[13]
- المستشار/ على محسن مصطفى (16 يوليو 1973 - 30 يونيو 1976).[13]
- المستشار/ عوضين إبراهيم الألفي (10 نوفمبر 1971 - 2 يونيو 1973).[13]
- المستشار/ محمد شلبي يوسف (11 سبتمبر 1969 - 1 أكتوبر 1971).[13]
- المستشار/ محمد كامل إسماعيل (6 مارس 1969 - 31 أغسطس 1969).[13]
- المستشار/ محمود سعد الدين الشريف (20 مارس 1966 - 19 فبراير 1969).[13]
- المستشار/ الإمام الإمام الخريبي (8 مايو 1965 - 16 يناير 1966).[13]
- المستشار/ عبد العزيز الببلاوي (28 ديسمبر 1963 - 15 أبريل 1965).[13]
- المستشار/ بدوي إبراهيم حمودة (16 نوفمبر 1961 - 7 نوفمبر 1963).[13]
- المستشار/ محمد عفت (29 مارس 1961 - 4 أكتوبر 1961).[13]
- المستشار/ السيد على السيد (19 أبريل 1954 - 7 يناير 1961).[13]
- المستشار/ عبد الرزاق السنهوري (6 فبراير 1949 - أبريل 1954).[13]
- المستشار/ كامل مرسي (11 سبتمبر 1946 - فبراير 1949).[13]